# Curt Schilling
Pour les articles homonymes, voir Schilling.
Curtis Montague Schilling (né le 14 novembre 1966 à Anchorage, Alaska, États-Unis) est un ancien lanceur partant droitier de baseball qui a joué dans les Ligues majeures de 1988 à 2007, notamment avec les Phillies de Philadelphie, les Diamondbacks de l'Arizona et les Red Sox de Boston.
Durant sa carrière de 20 saisons, ce lanceur droitier a participé à six matchs d'étoiles et quatre Séries mondiales. Il a fait partie de trois équipes championnes du monde, les Diamondbacks de 2001 et les Red Sox de 2004 et 2007. Il a été nommé, avec son coéquipier Randy Johnson, joueur par excellence de la Série mondiale 2001.
Au moment de sa retraite, il occupait le 15e rang de tous les temps pour les retraits sur des prises, avec un total de 3 116. Son ratio en carrière de 4,383 retraits sur des prises par but-sur-balles est le meilleur du XXe siècle et le meilleur de l'ère moderne du baseball. 
Depuis 2010, Schilling est commentateur sportif sur la chaîne ESPN.

## Début de carrière
Curt Schilling a passé son enfance à Phoenix dans l'Arizona, scolarisé à l'école secondaire Shadow Mountain, puis au Yavapai Community College à Prescott (Arizona). Il mène son équipe à la victoire dans le tournoi national des Junior Colleges en 1985.

Lors de la draft de janvier 1986, il est sélectionné par les Red Sox de Boston au deuxième tour (39e choix global). Il signe son premier contrat professionnel avec la franchise le 30 mai 1986 et débute en ligue mineure avec l'équipe des Pioneers d'Elmira (New York-Penn League, niveau A-) en 1986. La saison suivante, il rejoint les Hornets de Greensboro (South Atlantic League, niveau A). En 1988, après un début de saison avec les Red Sox de New Britain (Eastern League, niveau AA), il est transféré aux Orioles de Baltimore le 29 juillet. Il joue d'abord en ligue mineure avec les Knights de Charlotte (Southern League, niveau AA), puis il termine la saison avec les Orioles où il commence quatre rencontres. Son bilan est de 3 défaites sans victoire avec une moyenne de 9,82 points mérités.
En 1989, il est lanceur partant pour les Red Wings de Rochester en Ligue internationale. Il commence 27 rencontres au total, lance 9 matchs complets et réussit 3 blanchissages. Son bilan est de 13 victoires pour 11 défaites. Il finit à nouveau la saison avec les Orioles pour cinq rencontres. Après une défaite pour son premier départ, il est utilisé comme lanceur de relève lors des quatre autres matchs. La saison suivante, il partage à nouveau son temps entre Rochester et Baltimore. Il commence 14 matchs avec Rochester pour un bilan de 4 victoires et 4 défaites, tandis qu'il est aligné comme lanceur de relève avec les Orioles lors de 35 matchs. Il obtient 3 sauvetages et une moyenne de 2,54 points mérités. Le 10 janvier 1991, il est transféré aux Astros de Houston. Il participe à 56 matchs en tant que lanceur de relève, finit 34 rencontres et obtient 8 sauvetages. Il est à nouveau transféré, cette fois avant le début de la saison 1992 en direction de Philadelphie où il rejoint les Phillies.

## Phillies de Philadelphie (1992-2000)
Curt Schilling fut l'un des artisans dans la course au titre de division des Phillies en 1993. Il termine sa saison avec un bilan de 16 victoires pour 7 défaites, une moyenne de 4,02 points méritées et 186 retraits sur prises. Il mène ensuite les Phillies à une victoire surprise en finale de la Ligue nationale face aux Braves d'Atlanta, vainqueur des deux titres précédents. Sans avoir obtenu de décisions (victoire ou défaite) lors des six matchs de la finale, il est récompensé par le trophée de meilleur joueur de la série avec 19 retraits sur prise et une moyenne de 1,69 point mérité. En série mondiale, les Phillies rencontrent ensuite les Blue Jays de Toronto, champions sortants. Schilling est crédité de la défaite lors du match 1, mais se rachète lors du match 5, où il lance un match complet sans accorder de point. Les Phillies remportent le match 2 à 0, évitant l'élimination. Pourtant, le lendemain, les Phillies sont défaits lors de la dernière manche sur un coup de circuit pour 3 points de Joe Carter alors qu'ils menaient 6 à 5.

Les Phillies ne jouent plus les premiers rôles pendant les saisons suivantes, même si Schilling est l'un des meilleurs lanceurs de la ligue. Il retire plus de 300 batteurs sur prises en 1997 et 1998 malgré des blessures au bras. Il commence à faire part de son mécontentement au sujet de la gestion des Phillies, déclarant que les dirigeants ne faisaient pas assez d'effort pour construire une équipe prétendant au titre. En 2000, il demande à être transféré et le 26 juillet, il est échangé contre plusieurs joueurs des Diamondbacks de l'Arizona.

## Diamondbacks de l'Arizona (2000-2003)
Schilling commence sa carrière dans l'Arizona avec un bilan de 5 victoires pour 6 défaites. Il lance 4 matchs complets dont un blanchissage. La saison suivante, il est crédité de 22 victoires (son plus grand nombre de victoires sur une saison à l'époque) pour seulement 6 défaites. Avec Randy Johnson, l'autre lanceur dominant de l'équipe, les Diamondbacks remportent leur première Série mondiale face aux Yankees de New York en 7 rencontres. Schilling est aligné six fois comme lanceur partant et obtient 4 victoires sans aucune défaite. Il partage le trophée de meilleur joueur de la Série mondiale avec Randy Johnson. En 2002, il termine la saison avec 23 victoires pour 7 défaites avec une moyenne de 3,23 points mérités. Lors de ces deux saisons, il finit deuxième dans la course au trophée Cy Young, à chaque fois derrière Randy Johnson.
Lors du dernier match de la Série mondiale 2001, Schilling n'accorde que deux points aux Yankees en 7 manches et un tiers lancées. Cette performance est excellente mais elle met fin à une séquence amorcée avec Philadelphie en 1993 de 6 départs consécutifs en éliminatoires où il n'a jamais accordé plus qu'un point, un fait unique dans l'histoire. 
Ses 48 manches et deux tiers lancées en fin de saison 2001 représentent un record des séries éliminatoires, battu par Madison Bumgarner en 2014.
Sa saison 2003 est entrecoupée par deux séjours sur la liste des blessés. Le 19 avril, il subit une appendicectomie. Il revient pour 5 départs au mois de mai (3 victoires et 1 défaite et 1,40 point mérité en moyenne), mais le 30 mai, il subit une fracture de la main après avoir reçu la balle frappée par Sean Burroughs. Il est de nouveau sur la liste des blessés jusqu'au 11 juillet. Il termine la saison avec un bilan de 8 victoires, 9 défaites et une moyenne de 2,95 points mérités, sa plus basse depuis 1992.

## Red Sox de Boston (2004-2007)

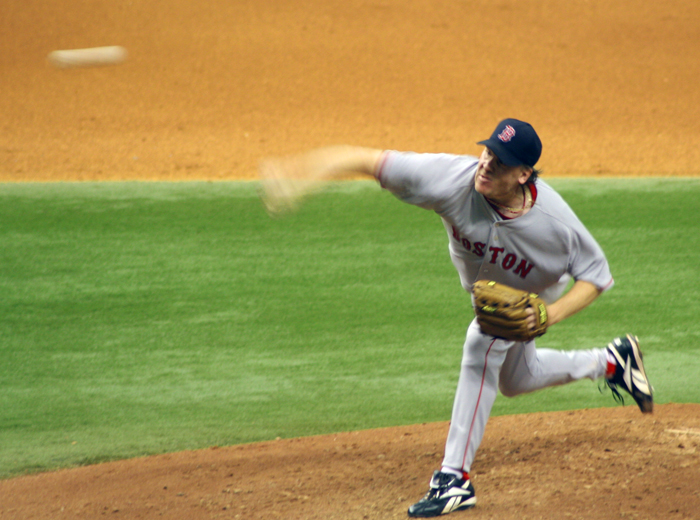
Le lanceur droitier Curt Schilling lançant pour les Red Sox de Boston en 2006.

Le 28 novembre 2003, les Diamondbacks échangent Schilling contre quatre joueurs des Red Sox de Boston. Dès sa première saison avec les Red Sox, il remporte 21 victoires pour 6 défaites. Il est le cinquième lanceur de la franchise à remporter au moins 20 victoires lors de sa première saison au club. Les Red Sox terminent deuxième de la division Est de la Ligue américaine derrière les Yankees de New York. Ils les retrouvent pour la finale de ligue et Schilling est le lanceur partant du premier match. Il est obligé de quitter le terrain après 3 manches et 6 points accordés aux Yankees en raison d'un blessure à la cheville (tendon arraché). Les Red Sox perdent alors le match ainsi que les deux suivants. Menés de 3 victoires et à une défaite de l'élimination, ils remportent les deux rencontres suivantes en prolongation dont le match 5, conclu par un coup sûr de David Ortiz en 14e manche. Malgré une cheville douloureuse, Schilling est de nouveau lanceur partant pour le match 6. Il lance pendant 7 manches, n'accordant qu'un seul point, mais sa blessure est si grave que sa chaussette blanche se teinte en rouge en raison du sang qui s'écoule des sutures consécutives à une chirurgie réparatrice du tendon . Les victoires des Red Sox lors des matchs 6 et 7 marquent une première dans l'histoire des phases finales de la Ligue majeure : jamais une équipe n'avait remporté quatre matchs après en avoir perdu trois de suite. En série mondiale face aux Cardinals de Saint-Louis, Schilling est le lanceur partant du match 2 qu'il remporte. Les Red Sox balayent les Cardinals en quatre matchs et sont récompensés par un titre qu'ils n'avaient pu conquérir depuis 1918.

Schilling termine une nouvelle fois deuxième du vote pour le trophée Cy Young derrière Johan Santana, le lanceur vedette des Twins du Minnesota, élu à l'unanimité.
Schilling est opéré du tendon de la cheville pendant l'intersaison. Il commence la saison 2005 sur la liste des blessés. Lors de son retour, ses performances sont en baisse : une vitesse de bras moins rapide et un manque de régularité dans les lancers. Il retourne sur la liste des blessés jusqu'en juillet. Il fait son retour en tant que lanceur de fin de match, afin de le préparer à revenir dans la rotation des lanceurs partants. Il obtient 9 sauvetages, mais sa moyenne de points mérités monte jusqu'à 6,43. Il est à nouveau lanceur partant pour 8 rencontres en fin de saison (3 victoires et 3 défaites), mais ne retrouve pas son efficacité des saisons précédentes. Les Red Sox se qualifient pour les phases finales, mais se font balayer au premier tour par les White Sox de Chicago (futur vainqueur de la série mondiale) en 3 matchs. Schilling était prévu comme lanceur partant du match 4 qui n'a pas eu lieu.
Sa saison 2006 débute par quatre victoires consécutives en autant de départs, démontrant que sa cheville n'est plus un problème et qu'il pouvait revenir au plus haut niveau. Il finit la saison avec 15 victoires pour 7 défaites, 198 retraits sur prises et une moyenne respectable de 3,97 points mérités. Il atteint plusieurs paliers symboliques au cours de cette saison. Le 27 mai, il est crédité de sa 200e victoire en carrière contre les Devil Rays de Tampa Bay et devient le 104e lanceur de Ligue majeure à atteindre cette marque. Le 9 juillet, il commence son 400e match en Ligue majeure contre les White Sox de Chicago. Le 30 août, il retire son 3000e batteur sur prises (Nick Swisher des Athletics d'Oakland. Il est le troisième lanceur à atteindre ce palier avant d'avoir accordé 1000 buts sur balles. Il rejoint Fergie Jenkins et Greg Maddux dans ce club très restreint.
Curt Schilling a annoncé sa retraite le 23 mars 2009. Il aura joué son dernier match dans les majeures en saison régulière le 25 septembre 2007 avec Boston, et son dernier match éliminatoire le 25 octobre de la même année, enregistrant une dernière victoire pour les Red Sox dans la Série mondiale que l'équipe allait remporter trois jours plus tard.

## Temple de la renommée du baseball
Schilling est proposé à l'élection au Temple de la renommée du baseball pour la première fois en 2013. Alors qu'un joueur doit être appuyé par 75 % des membres de l'Association des chroniqueurs de baseball d'Amérique pour être élu au Temple, Schilling reçoit 38,8 % des votes à sa première année d'éligibilité. En 2014, de retour sur un bulletin chargé de nouveaux noms prestigieux, Schilling récolte 29,2 % des voix exprimées. En 2015, il est le joueur dont les appuis augmentent le plus, alors qu'il passe à 39,2 pour cent des voix exprimées. À sa 4e année d'éligibilité, il récolte 52,3 % d'appuis en 2016.

## Carrière dans les médias
En décembre 2013, Curt Schilling est engagé comme commentateur sportif à l'émission Sunday Night Baseball d'ESPN.

## Vie personnelle

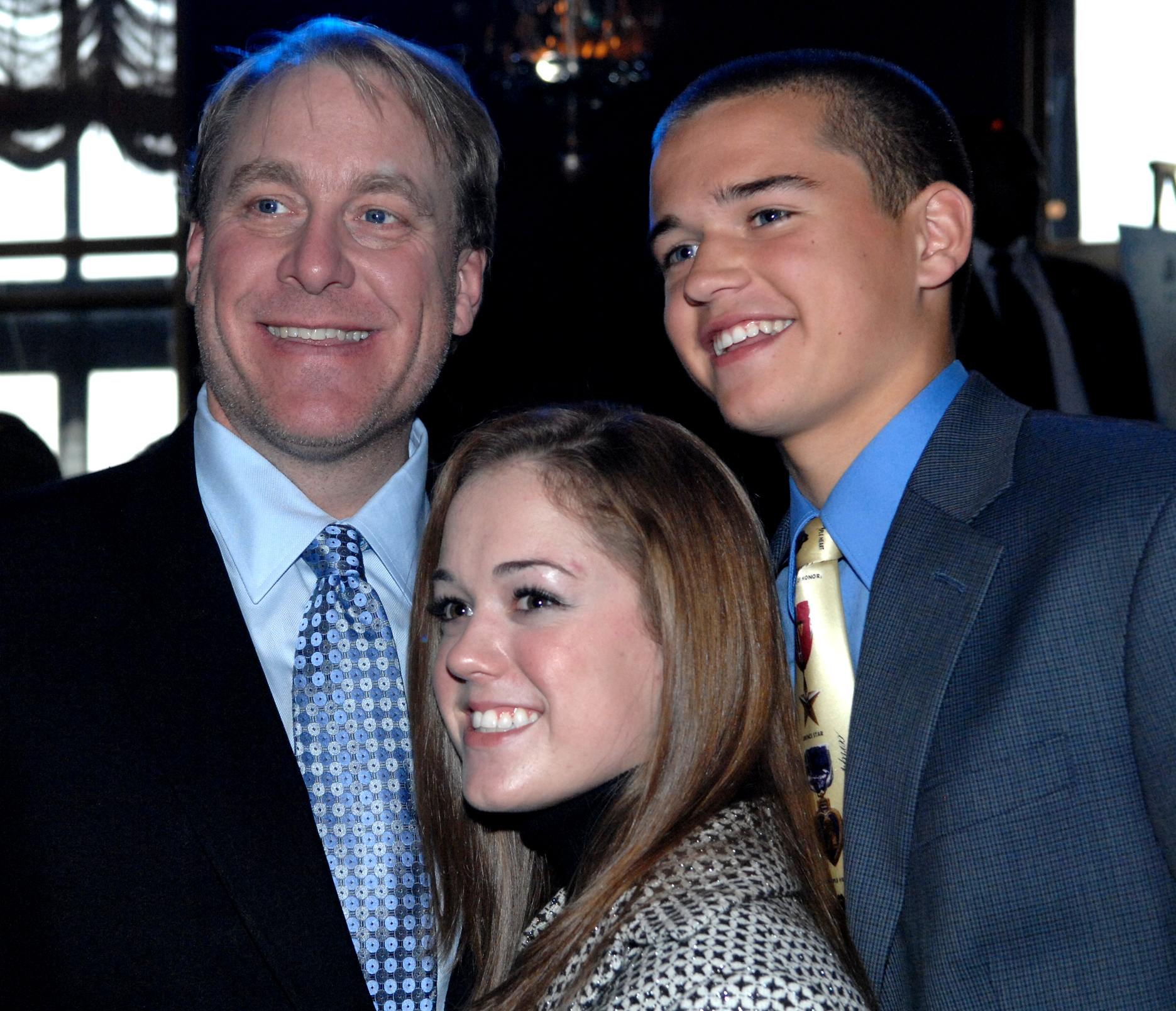
Curt Schilling (à gauche) en 2007.

### Politique
Schilling a fait campagne pour la réélection du président des États-Unis George W. Bush en 2004 et pour le candidat du Parti républicain à la présidence en 2008, John McCain. Dans les années 1990, il a cependant voté pour le démocrate Bill Clinton. Intéressé par une carrière politique, il est tenté par le siège de sénateur du Massachusetts laissé vacant en 2009 par le décès de Ted Kennedy, mais renonce à se porter candidat. Schilling, qui aborde régulièrement les sujets politiques sur son blog 38pitches, s'est dit en faveur de la guerre en Irak, se définit comme pro-vie bien qu'il n'ait pas de position claire sur le rôle du gouvernement au sujet de l'avortement, mais en revanche est pour le contrôle des armes à feu. Malgré son appui aux Républicains, il est enregistré comme électeur indépendant.

### Controverses
En novembre 2014, des propos sur Twitter de Schilling, partisan du créationnisme, nient l'existence de formes transitionnelles, ce qui amène le journaliste sportif Keith Law à intervenir et lui fournir des preuves de la théorie de l'évolution. L'échange entre les deux collègues d'ESPN dure une journée, à la suite de quoi la chaîne télévisée suspend Law (mais pas Schilling). ESPN nie que la suspension ait à voir avec les positions anticréationnistes de Law, mais ce dernier effectue son retour sur Twitter cinq jours plus tard en tweetant simplement « E pur si muove » (« Et pourtant elle tourne »), faisant référence la légende voulant que Galilée ait marmonné cette phrase après avoir été forcé de nier sa théorie, depuis prouvée, de l'héliocentrisme.
En février et mars 2015, Schilling s'insurge des commentaires désobligeants envers sa fille Gabby, à la suite d'un tweet où il la félicitait pour avoir été acceptée dans l'équipe de softball de l'université Salve Regina. Schilling dénonce les répliques ordurières, certaines faisant référence à des violences sexuelles, et publie des captures d'écran incriminantes sur son blog personnel. Les responsables sont retracés, ce qui mène à la suspension d'un étudiant et au congédiement d'un vendeur de billets employé par les Yankees de New York.
Le 25 août 2015, ESPN suspend Curt Schilling de Sunday Night Baseball et de la couverture télévisée des Little League World Series (en) après qu'il eut partagé sur Twitter un mème d'une photo d'Adolf Hitler accompagné d'un texte liant les musulmans radicaux aux nazis.

### Jeux et entreprises commerciales
En 2006, Schilling fonde la compagnie de jeux vidéo Green Monster Games, renommé 38 Studios (38 réfère à son numéro d'uniforme au baseball) l'année suivante. Un seul titre voit le jour : Kingdoms of Amalur: Reckoning, en 2012 pour PlayStation 3, Windows et Xbox 360. Malgré un succès critique, le nombre de jeux vendus n'est pas suffisant pour faire de 38 Studios une entreprise rentable, et celle-ci fait faillite. Une bataille légale s'engage par la suite pour récupérer un prêt de 75 millions de dollars US offert à 38 Studios par l'État du Rhode Island pour y attirer la compagnie basée dans le Massachusetts.
 (octobre 2014).
Si vous disposez d'ouvrages ou d'articles de référence ou si vous connaissez des sites web de qualité traitant du thème abordé ici, merci de compléter l'article en donnant les références utiles à sa vérifiabilité et en les liant à la section « Notes et références ».
Curt Schilling est un joueur de jeux de plateau notoire. Il joue principalement au wargame Advanced Squad Leader lorsqu'il est en déplacement. Il a créé l'ASL Open, un événement annuel rassemblant les pratiquants du jeu depuis 1993. Lorsque la société éditrice de ce jeu a revendu ses licences à Hasbro, il a fondé la société Multi-man Publishing pour continuer l'édition du jeu et de suppléments. Il est aussi rédacteur dans la revue ASL Journal qu'il a lancé après le rachat de la licence par sa société.

### Santé
En février 2014, Curt Schilling, 47 ans, annonce qu'il a reçu un diagnostic de cancer. En juin suivant, il annonce être en rémission. En août de la même année, il précise qu'il s'est soumis durant 6 mois à des traitements de radiothérapie et de chimiothérapie pour un cancer de la bouche, qu'il croit avoir été causé par le tabac à mâcher qu'il a consommé pendant 30 ans.